# Wayne Allard
Alan Wayne Allard, född 2 december 1943 i Fort Collins, Colorado, är en amerikansk republikansk politiker. Han representerade  delstaten Colorado i båda kamrarna av USA:s kongress, först i representanthuset 1991-1997 och sedan i senaten 1997-2009.
Allard studerade veterinärmedicin vid Colorado State University. Han arbetade sedan som veterinär i Loveland. Han var ledamot av delstatens senat 1982-1990.
Kongressledamoten Hank Brown kandiderade till USA:s senat i senatsvalet 1990 och vann. Allard vann kongressvalet och efterträdde 1991 Brown i representanthuset. Han omvaldes två gånger. Allard efterträdde sedan 1997 Brown som senator för Colorado. Han valde att inte ställa upp för omval 2008.